# 第97回全国高等学校ラグビーフットボール大会
第97回全国高等学校ラグビーフットボール大会（だいきゅうじゅうななかいぜんこくこうとうがっこうラグビーフットボールたいかい）は、平成29年度全国高等学校総合体育大会を兼ねて、2017年12月27日から2018年1月8日まで東大阪市花園ラグビー場と東大阪市多目的広場で開かれた全国高校ラグビー大会である。

## 概要
当年度は、当大会決勝戦の基本的な開催日である1月7日（日曜日）を第54回全国大学ラグビー選手権決勝戦に譲る形となったため、例年より1日遅い1月8日（月曜日・成人の日）に決勝戦を設定。それに伴い、決勝戦開催日が第96回全国高校サッカー選手権、第70回春の高校バレーと重複された。
メイン会場の第1グラウンドは当大会開催期間中の改修工事を中断し、旧スコアボードには仮設の大型映像装置を設置し座席も新調した。バックスタンドにはHANAZONOの文字が描かれている。なお開会式での選手宣誓は山形南主将伊藤大瑛が務めた。

### 日程
- 12月2日 - 組み合わせ抽選会[3]
- 12月27日 - 開会式（第1グラウンド）、1回戦
- 12月28日 - 1回戦
- 12月30日 - 2回戦
- 1月1日 - 3回戦
- 1月3日 - 準々決勝
- 1月5日 - 準決勝
- 1月8日 - 決勝、閉会式

## 出場校
☆マークはシード校
- 北海道
  - 北北海道代表 - 中標津（3年ぶり8回目）
  - 南北海道代表 - 函館ラ・サール（2年ぶり2回目）
- 東北
  - 青森県代表 - 青森北（7年連続19回目）
  - 岩手県代表 - 黒沢尻工（3年連続29回目）
  - 宮城県代表 - 仙台育英（22年連続24回目）
  - 秋田県代表 - 秋田工（2年連続67回目）☆B
  - 山形県代表 - 山形南（2年ぶり2回目）
  - 福島県代表 - 郡山北工（3年連続3回目）
- 関東
  - 茨城県代表 - 茗溪学園（6年連続23回目）
  - 栃木県代表 - 國學院栃木（18年連続23回目）
  - 群馬県代表 - 明和県央（2年ぶり7回目）
  - 埼玉県代表 - 昌平（初出場）
  - 千葉県代表 - 流通経済大柏（23年連続25回目）
  - 東京都第一代表 - 目黒学院（4年ぶり18回目）☆B
  - 東京都第二代表 - 國學院久我山（2年ぶり41回目）☆B
  - 神奈川県代表 - 桐蔭学園（3年連続16回目）☆A
  - 山梨県代表 - 日川（12年連続47回目）

- 中部
  - 新潟県代表 - 新潟工（14年連続42回目）
  - 富山県代表 - 富山第一（2年連続10回目）
  - 石川県代表 - 日本航空石川（13年連続13回目）☆B
  - 福井県代表 - 若狭東（2年連続29回目）
  - 長野県代表 - 飯田（6年ぶり8回目）
  - 岐阜県代表 - 岐阜工（7年ぶり18回目）
  - 静岡県代表 - 東海大静岡翔洋（5年ぶり10回目）
  - 愛知県代表 - 中部大春日丘（5年連続7回目）☆B
  - 三重県代表 - 朝明（6年連続8回目）

- 近畿
  - 滋賀県代表 - 八幡工（7年ぶり26回目）
  - 京都府代表 - 京都成章（4年連続10回目）☆A
  - 大阪府第一代表 - 大阪桐蔭（6年連続12回目）☆B
  - 大阪府第二代表 - 東海大仰星（5年連続18回目）☆B
  - 大阪府第三代表 - 常翔学園（3年連続36回目）
  - 兵庫県代表 - 報徳学園（2年連続43回目）
  - 奈良県代表 - 御所実（2年連続11回目）☆B
  - 和歌山県代表 - 和歌山工（3年連続23回目）

- 中国
  - 鳥取県代表 - 倉吉東（6年ぶり11回目）
  - 島根県代表 - 石見智翠館（27年連続27回目）☆B
  - 岡山県代表 - 倉敷工（4年ぶり5回目）
  - 広島県代表 - 尾道（11年連続12回目）
  - 山口県代表 - 山口（2年連続5回目）
- 四国
  - 徳島県代表 - 城東（10年ぶり11回目）
  - 香川県代表 - 高松北（4年連続12回目）
  - 愛媛県代表 - 松山聖陵（2年連続3回目）
  - 高知県代表 - 土佐塾（6年連続17回目）
- 九州・沖縄
  - 福岡県代表 - 東福岡（18年連続28回目）☆A
  - 佐賀県代表 - 佐賀工（36年連続46回目）☆B
  - 長崎県代表 - 長崎南山（4年ぶり5回目）
  - 熊本県代表 - 熊本西（6年ぶり10回目）
  - 大分県代表 - 大分舞鶴（32年連続56回目）
  - 宮崎県代表 - 高鍋（7年連続25回目）
  - 鹿児島県代表 - 鹿児島実（4年連続18回目）
  - 沖縄県代表 - コザ（2年ぶり15回目）

## 試合結果
- 時刻はすべて日本標準時 (UTC+9)
- 括弧内は前半終了時のスコアを示す。
- 太字は勝利校を示す。

### 1回戦
| 2017年12月27日 12:30  | 山口     | 14-36 | (7−15)  | 黒沢尻工       | 第1グラウンド |
| 2017年12月27日 13:50  | 鹿児島実 | 38-12 | (19−12) | 函館ラ・サール | 第1グラウンド |
| 2017年12月27日 12:00  | 倉吉東   | 0-107 | (0−57)  | 流通経済大柏   | 第2グラウンド |
| 2017年12月27日 13:20  | 高松北   | 12-41 | (12−15) | 東海大静岡翔洋 | 第2グラウンド |
| 2017年12月27日 14:40  | 高鍋     | 15-24 | (12−5)  | 國學院栃木     | 第2グラウンド |
| 2017年12月27日 12:00  | 城東     | 7-47  | (0−21)  | 日川           | 第3グラウンド |
| 2017年12月27日 13:20  | 長崎南山 | 29-5  | (7−5)   | 新潟工         | 第3グラウンド |
| 2017年12月27日 14:40  | 報徳学園 | 105-0 | (49−0)  | 富山第一       | 第3グラウンド |
| 2017 年12月28日 11:15 | 大分舞鶴 | 57-7  | (31−0)  | 朝明           | 第1グラウンド |
| 2017年12月28日 12:35  | 倉敷工   | 5-26  | (0−14)  | 飯田           | 第1グラウンド |
| 2017年12月28日 13:55  | 尾道     | 57-0  | (24−0)  | 岐阜工         | 第1グラウンド |
| 2017年12月28日 10:00  | 若狭東   | 66-0  | (33−0)  | 山形南         | 第2グラウンド |
| 2017年12月28日 11:20  | 熊本西   | 78-0  | (28−0)  | 青森北         | 第2グラウンド |
| 2017年12月28日 12:40  | コザ     | 7-67  | (0−27)  | 明和県央       | 第2グラウンド |
| 2017年12月28日 10:00  | 常翔学園 | 61-15 | (28−15) | 仙台育英       | 第3グラウンド |
| 2017年12月28日 14:00  | 松山聖陵 | 14-27 | (7−10)  | 茗溪学園       | 第2グラウンド |
| 2017年12月28日 11:20  | 土佐塾   | 45-10 | (26−5)  | 中標津         | 第3グラウンド |
| 2017年12月28日 12:40  | 和歌山工 | 14-22 | (14−10) | 郡山北工       | 第3グラウンド |
| 2017年12月28日 14:00  | 八幡工   | 22-26 | (8−14)  | 昌平           | 第3グラウンド |

### 2回戦
| 2017年12月30日 15:15 | 京都成章   | 54-0  | (26−0)  | 黒沢尻工       | 第3グラウンド |
| 2017年12月30日 14:00 | 鹿児島実   | 14-78 | (7−40)  | 流通経済大柏   | 第3グラウンド |
| 2017年12月30日 12:45 | 佐賀工     | 73-0  | (35−0)  | 東海大静岡翔洋 | 第3グラウンド |
| 2017年12月30日 11:30 | 國學院栃木 | 14-48 | (7−31)  | 國學院久我山   | 第3グラウンド |
| 2017年12月30日 10:15 | 大阪桐蔭   | 57-14 | (33−7)  | 日川           | 第3グラウンド |
| 2016年12月30日 14:30 | 長崎南山   | 20-26 | (8−21)  | 目黒学院       | 第2グラウンド |
| 2017年12月30日 14:30 | 御所実     | 17-22 | (7−17)  | 報徳学園       | 第1グラウンド |
| 2017年12月30日 13:15 | 大分舞鶴   | 5-38  | (5−26)  | 中部大春日丘   | 第2グラウンド |
| 2017年12月30日 13:15 | 桐蔭学園   | 120-0 | (54−0)  | 飯田           | 第1グラウンド |
| 2017年12月30日 12:00 | 尾道       | 38-0  | (19−0)  | 若狭東         | 第2グラウンド |
| 2017年12月30日 12:00 | 東海大仰星 | 57-12 | (31−7)  | 熊本西         | 第1グラウンド |
| 2017年12月30日 09:00 | 明和県央   | 7-41  | (0−19)  | 秋田工         | 第3グラウンド |
| 2017年12月30日 10:45 | 石見智翠館 | 43-33 | (26−14) | 常翔学園       | 第1グラウンド |
| 2017年12月30日 09:30 | 茗溪学園   | 7-66  | (7−40)  | 日本航空石川   | 第1グラウンド |
| 2017年12月30日 10:45 | 土佐塾     | 12-12 | (12−7)  | 郡山北工       | 第2グラウンド |
| 2017年12月30日 09:30 | 昌平       | 7-68  | (7−14)  | 東福岡         | 第2グラウンド |

### 3回戦
| 2018年01月01日 10:30 | 京都成章   | 5-0   | (5−0)   | 流通経済大柏 | 第1グラウンド |
| 2018年01月01日 11:55 | 佐賀工     | 15-29 | (10−19) | 國學院久我山 | 第1グラウンド |
| 2018年01月01日 13:20 | 大阪桐蔭   | 31-15 | (21−0)  | 目黒学院     | 第1グラウンド |
| 2018年01月01日 14:45 | 報徳学園   | 12-5  | (12−5)  | 中部大春日丘 | 第1グラウンド |
| 2018年01月01日 10:30 | 桐蔭学園   | 40-7  | (26−7)  | 尾道         | 第3グラウンド |
| 2018年01月01日 11:55 | 東海大仰星 | 27-27 | (17−6)  | 秋田工       | 第3グラウンド |
| 2018年01月01日 13:20 | 石見智翠館 | 14-42 | (0−35)  | 日本航空石川 | 第3グラウンド |
| 2018年01月01日 14:45 | 郡山北工   | 5-101 | (0−59)  | 東福岡       | 第3グラウンド |

### 準々決勝
| 2018年01月03日 10:30 | 桐蔭学園     | 36-14 | (14−14) | 京都成章     | 第1グラウンド |
| 2018年01月03日 11:55 | 日本航空石川 | 7-36  | (7−10)  | 東福岡       | 第1グラウンド |
| 2018年01月03日 13:20 | 東海大仰星   | 50-20 | (31−5)  | 報徳学園     | 第1グラウンド |
| 2018年01月03日 14:45 | 大阪桐蔭     | 29-10 | (12−5)  | 國學院久我山 | 第1グラウンド |

### 準決勝
| 2018年01月05日 12:45 | 東福岡   | 14-21 | (0−14) | 東海大仰星 | 第1グラウンド |
| 2018年01月05日 14:15 | 大阪桐蔭 | 12-7  | (7−0)  | 桐蔭学園   | 第1グラウンド |

### 決勝
| 2018年01月08日 14:00 | 東海大仰星                                | 27-20 (10-17) | 大阪桐蔭                                  | 第1グラウンド 観客数: 9300人 レフリー: 加藤真也 |
| 2018年01月08日 14:00 | トライ: 5 コンバート: 1 PK: 0 ドロップ: 0 | Report        | トライ: 2 コンバート: 2 PK: 2 ドロップ: 0 | 第1グラウンド 観客数: 9300人 レフリー: 加藤真也 |

| 東海大仰星 | 大阪桐蔭 |

| 大阪桐蔭  |    |            |          |            |
| FW        | 01 | 木村太一   |          |            |
| FW        | 02 | 中川魁     |          |            |
| FW        | 03 | 紙森陽太   |          |            |
| FW        | 04 | 花村夏輝   | 後半21分 |            |
| FW        | 05 | 鈴川琉生   |          |            |
| FW        | 06 | 奥井章仁   | 前半30'  |            |
| FW        | 07 | 上山黎哉   | 前半5'   | キャプテン |
| FW        | 08 | 中野光基   |          |            |
| HB        | 09 | 松山将輝   |          |            |
| HB        | 10 | 高本幹也   |          |            |
| TB        | 11 | 宮宗翔     |          |            |
| TB        | 12 | 江良楓     |          |            |
| TB        | 13 | 松山千大   |          |            |
| TB        | 14 | 伴井亮太   |          |            |
| FB        | 15 | 杉原駿     |          |            |
| リザーブ: |    |            |          |            |
|           | 16 | 井道塊     |          |            |
|           | 17 | 江良颯     |          |            |
|           | 18 | 村木亮介   |          |            |
|           | 19 | 堤田京太郎 |          |            |
|           | 20 | 楠田秀磨   | 後半21分 |            |
|           | 21 | 嘉納一千   |          |            |
|           | 22 | 野村将大   |          |            |
|           | 23 | 三島琳久   |          |            |
|           | 24 | 秋山哲大   |          |            |
|           | 25 | 河野圭太朗 |          |            |
|           |    |            |          |            |
| 監督      |    |            |          |            |
| 綾部正史  |    |            |          |            |

※赤字は、優勝校もしくは得点が高いことを示す。また、脚注の( )内の分数はキックの成功率、[ ]内の自然数は当該選手の背番号を示す。

## 関連試合

### U18花園女子15人制
- 高校3年生以下の女性選手を44人に選抜してWEST・EAST2チームにそれぞれ22人に分けて試合を実施された。[10]

2017年12月27日 花園ラグビー場 第1グラウンド 11:20開始（20分ハーフ） 結果 東軍 24-0 西軍

### 第10回U18合同チーム東西対抗戦
- 今大会では第13回全国高等学校合同チームラグビーフットボール大会に出場した選手を49人選抜して、東西2チームにそれぞれ25人(西軍は24人)に分けて試合が実施された。[11]

2018年1月8日 花園ラグビー場 第1グラウンド 12:15開始結果 東軍 27-12 西軍